# 재키 마틀링
재키 마틀링(Jackie Martling, 1948년 2월 14일 ~ )은 미국의 배우, 각본가이다.
롱아일랜드 마을인 미국 뉴욕시 미니올라에서 태어났다. 1979년 스탠드업 코미디로 경력을 시작하였고 여러 지역 장소에서 블루 코미디를 개발하였다. 당시 자신의 3개의 코미디 앨범 가운데 첫 번째 앨범 《What Did You Expect?》(1979년)를 스스로 제작했다.

## 영상 목록

### 영화
- 언터쳐블 가이 (1997)
- 아리스토캣 (2005)
- 키스 미 어게인 (2006, Kiss Me Again)
- 라스베가스 습격작전 (2010, Venus & Vegas)

## 음반 목록

### 코미디 앨범
- What Did You Expect? (1979)
- Goin' Ape! (1980)
- Normal People Are People You Don't Know That Well (1981)
- Sgt. Pecker (1996)
- Joke Man (1996)
- Come Again? (1997)
- Hot Dogs + Donuts (1998)
- The Very Best of Jackie Martling's Talking Joke Book Cassettes, Vol. 1 (1999)
- F Jackie (2000)
- Joke Master Jr.: For Ages 3–12 (2006)
- Gross Master Junior: For Ages 12–16 (2006)
- Snart (2010)

### 음악 앨범
- Happy Endings (2008)